# Șcheia (Iași)
Şcheia é uma comuna romena localizada no distrito de Iaşi, na região de Moldávia. A comuna possui uma área de 63.23 km² e sua população era de 3359 habitantes segundo o censo de 2007.